# Binnya Waru
Cette page contient des caractères spéciaux ou non latins. S’ils s’affichent mal (▯, ?, etc.), consultez la page d’aide Unicode.
Binnya Waru (birman ဗညားဗရူး, bəɲá bəjú; môn ဗညားဗရောဝ် ; ~1418 — 1451) fut le douzième souverain du royaume d'Hanthawaddy, en Basse-Birmanie. Il régna de 1446 à 1450. Il était un neveu et fils adoptif du roi Binnya Ran I, auquel il succéda. Il est connu pour son goût de la discipline. Il aimait voyager incognito pour observer personnellement l'état des affaires et rendait la justice même pour de simples délits.
Binnya Waru fut tué à Pégou en 1450 par son cousin germain Binnya Kyan, fils du roi Binnya Dhammaraza († 1416). Trois ans après sa mort et deux rois plus tard, sa mère Shin Sawbu elle-même monta sur le trône, première et unique femme à régner officiellement sur la Birmanie.

## Jeunesse
Binnya Waru est né vers 1415. Sa mère Shin Sawbu était une fille du roi Razadarit († 1422) et la sœur de Binnya Dhammaraza et Binnya Ran I, qui furent également rois. Son père Binnya Bye était un neveu de Razadarit. Le couple avait aussi deux filles, Netaka Taw et Netaka Thin.
Son père mourut en 1419. En 1423, sa mère fut envoyée au roi d'Ava Thihathu par Binnya Ran, qui n'était alors que prince héritier. En 1426, celui-ci empoisonna son frère aîné Binnya Dhammaraza pour monter sur le trône et il adopta son neveu quasi-orphelin Binnya Waru. En 1430, Shin Sawbu s'enfuit d'Ava et revint à Pégou. Mais aucun de ses enfants ne la reconnut, car elle avait été éloignée d'eux sept ans.